# 니트라강

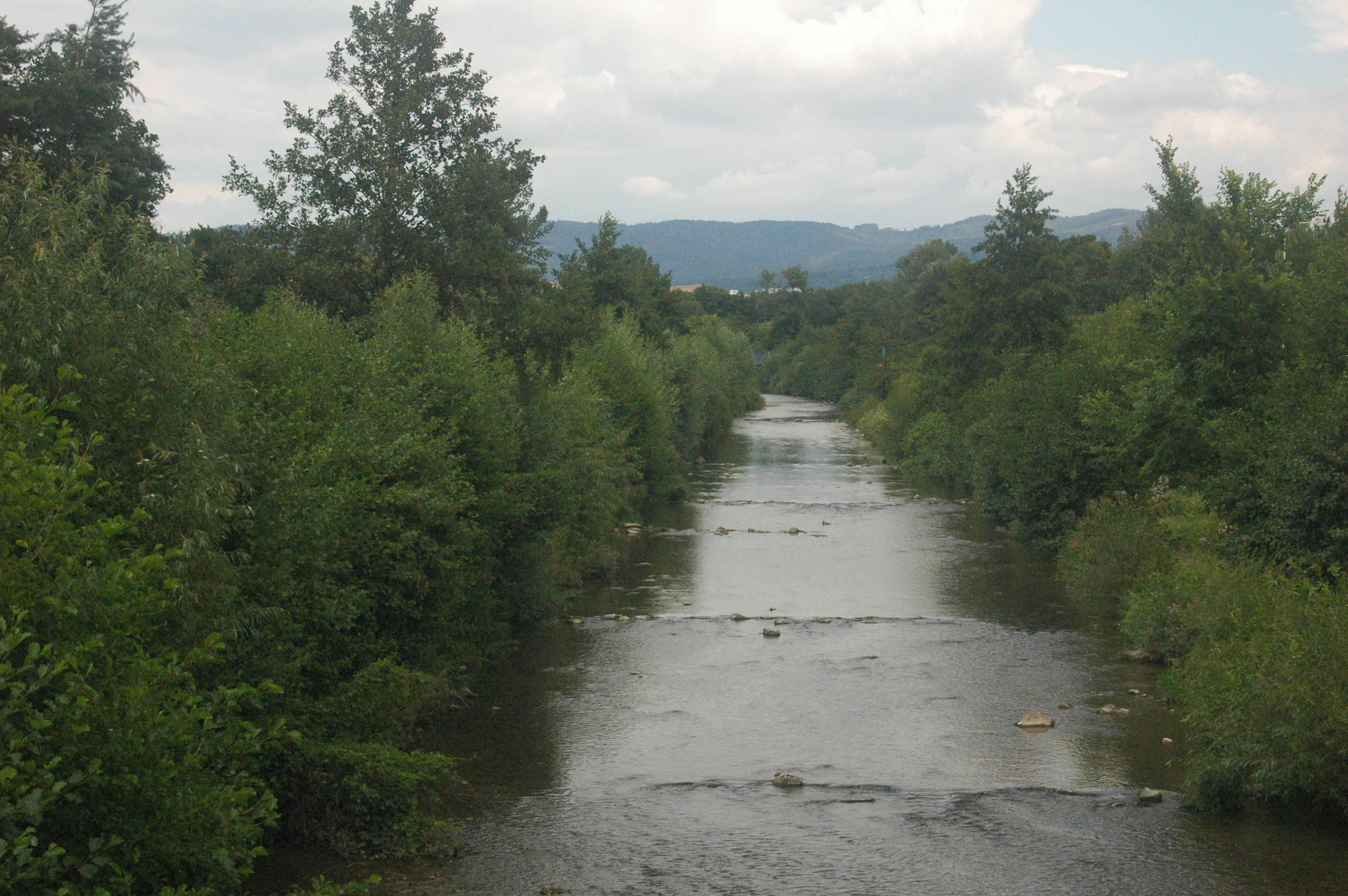
프리에비자를 흐르는 니트라강의 모습

니트라강(슬로바키아어: Nitra, 독일어: Neutra, 헝가리어: Nyitra)은 슬로바키아 서부에 위치한 강으로 길이는 197 km이다. 프리에비자의 북쪽에 위치한 소파트라산맥(Malá Fatra)에서 발원하여 코마르노에서 바흐강(Váh)과 함께 도나우강으로 합류한다. 니트라강과 접한 주요 도시로는 니트라, 노베잠키, 보이니체, 토폴차니 등이 있다.